# Bohdanečský potok
Bohdanečský potok je menší vodní tok v Krkonošském podhůří, pravostranný přítok Sovinky v okresech Semily a Trutnov v Libereckém a Královéhradeckém kraji. Délka toku měří 4 km, plocha povodí činí 4,61 km².

## Průběh toku
Potok pramení jihozápadně od Valteřic, části Horní Branné, jižně od silnice I/14 v nadmořské výšce 543 metrů. Nejprve potok teče jižním směrem, kolem lokality Bohdaneč, posléze teče směrem na jihovýchod. Potok podtéká železniční trať Chlumec nad Cidlinou – Trutnov a zprava přijímá jeden kilometr dlouhý bezejmenný potok. V Dolní Branné se Bohdanečský potok zprava vlévá do Sovinky v nadmořské výšce 432 metrů.